# Неполоковецкая поселковая община
Неполоковецкая поселковая община (укр. Неполоковецька селищна громада) — территориальная община в Черновицком районе Черновицкой области Украины.
Административный центр — посёлок Неполоковцы.
Население составляет 9715 человек. Площадь — 55,7 км².
В соответствии с распоряжением Кабинета Министров Украины от 12 июня 2020 года, в состав общины вошла территория Неполоковецкого поселкового совета, а также Берегометского и Оршовецкого сельских советов упразднённого Кицманского района

## Населённые пункты
В состав общины входят 1 посёлок и 5 сёл:
- Посёлок Неполоковцы
  - Пядиковцы
- Берегометский старостинский округ:
  - Берегомет
  - Клокочка
  - Реваковцы
- Оршовецкий старостинский округ:
  - Оршевцы